# Johann Simon von Kerner
Johann Simon Kerner, ab 1812 von Kerner, (* 25. Februar 1755 in Kirchheim unter Teck, Herzogtum Württemberg; † 13. Juni 1830 in Stuttgart) war ein deutscher Arzt und Botaniker. Sein offizielles botanisches Autorenkürzel lautet „J.Kern.“

## Leben und Wirken

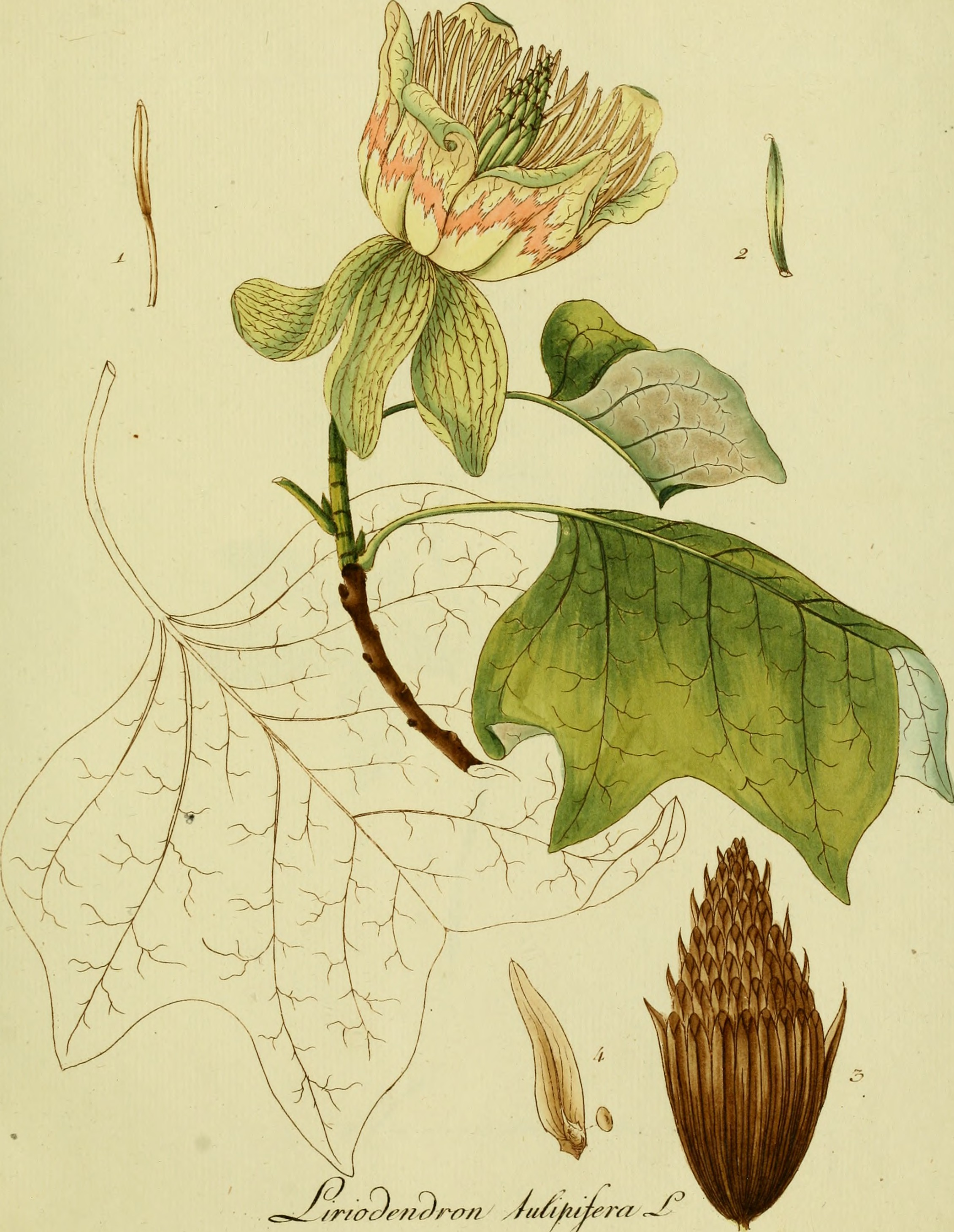
Tulpenbaum (Liriodendron tulipifera), kolorierte Zeichnung von Johann Simon Kerner, 1796

Johann Simon von Kerner war der Sohn eines herrschaftlichen Gärtners. Er kam schon 1770 zur Gründungszeit als Gärtner an die Hohe Karlsschule, die von Herzog Carl Eugen von Württemberg gegründete Universität auf Schloss Solitude bei Stuttgart. Schon 1780 wurde er dort Lehrer für Botanik und Pflanzenzeichnung. 1786 erhielt er den Titel „Hofrat von Württemberg und Zweibrücken“. 1792 wurde er Assessor der ökonomischen Fakultät und 1794 deren Dekan. Einer seiner bedeutendsten Schüler war der Zoologe und Paläontologe Georges Cuvier.
Nach Auflösung der Hohen Karlsschule im Jahre 1794 wurde Kerner Aufseher im Botanischen Garten des Herzogs. 1812 ehrte man ihn mit der Verleihung des Ritterkreuzes des Civil-Verdienstordens, was mit dem persönlichen Adel verbunden war. Seither durfte er sich „von Kerner“ nennen.
Er ist der Herausgeber vieler illustrierter Werke, deren Bilder meist von ihm selbst gezeichnet und gestochen wurden, darunter Beschreibung und Abbildung der Bäume… (1783–1792), Abbildung aller oekonomischen Pflanzen (1786–1796), Deutschlands Giftpflanzen… (1798), Genera plantarum selectarum specierum iconibus illustrata (1811–1828), Giftige und eßbare Schwämme… (1786) und Hortus semper virens,… (1795–1830). Der Schwerpunkt seiner Arbeit war die Darstellung der ökonomisch wichtigen Pflanzen. Er verfasste 1786 auch eine Flora Stuttgardiensis, eine frühe deutsche Lokalflora und die erste für die Umgebung von Stuttgart. Darin sind auch Moose, Flechten und Pilze aufgeführt.

## Ehrungen
Nach Kerner ist die Gattung  Kernera Medicus mit der einzigen Art des Felsen-Kugelschötchens aus Familie der Kreuzblütler (Brassicaceae, Tribus Kernereae) benannt.

## Schriften
- Naturgeschichte der Coccus Bromelia oder des Ananasschildes: nebst einem auf Erfahrung gegründeten Vorschlag zur gänzlichen Vertilgung dieses der Ananaspflanze schädlichen ja tödlichen Insekts. Stuttgart 1778.
- Beschreibung und Abbildung der Bäume und Gesträuche, welche im Herzogthum Wirtemberg wild wachsen. Stuttgart 1783–1792.
- Giftige und essbare Schwämme, welche so wohl im Herzogthum Wirtemberg, als auch im übrigen Teutschland wild wachsen. Stuttgart 1786.
- Flora Stuttgardiensis. Oder Verzeichnis der um Stuttgart wildwachsenden Pflanzen. Stuttgart 1786.
- Abbildung aller oekonomischen Pflanzen. Stuttgart 1786–1796.
- Hortus semper virens, exhibens icones plantarum selectiorum quot quot ad vivorum exemplorum normam reddere licuit. Stuttgart 1795–1830.
- Darstellung vorzüglicher ausländischer Baeume und Gestraeuche, welche in Deutschland im Freien ausdauern. Tübingen 1796.
- Deutschlands Giftpflanzen. Hannover 1798.
- Les mélons, cont. 34 espèces. Stuttgart 1804.
- Genera plantarum selectarum specierum iconibus illustrata. 1811–1828.
- Le Raisin : ses espèces et variétés dessinées et colorées d’après nature. Stuttgart 1815 (Digitalisat).